# Uno-X Mobility (Frauenteam)/Saison 2025
Dieser Artikel beschreibt die Mannschaft und die Siege des UCI Women’s WorldTeams Uno-X Mobility in der Saison 2025.

## Mannschaft
| Teamkader 2025            | Teamkader 2025     | Teamkader 2025         | Teamkader 2025                                   |
| Name                      | Geburtsdatum       | Land                   | Vorheriges Team                                  |
| ------------------------- | ------------------ | ---------------------- | ------------------------------------------------ |
| Katrine Aalerud           | 4. Dezember 1994   | Norwegen               | Movistar Team (2023)                             |
| Kamilla Aasebø            | 11. Juli 2006      | Norwegen               | Team Rytger Carl Ras (2024)                      |
| Anniina Ahtosalo          | 27. August 2003    | Finnland               | Team Rytger powered by Cykeltøj-Online.dk (2021) |
| Susanne Andersen          | 23. Juli 1998      | Norwegen               | Team DSM (2021)                                  |
| Solbjørk Minke Anderson   | 15. August 2004    | Dänemark               | Grand Est-Komugi-La Fabrique (2023)              |
| Elinor Barker             | 7. September 1994  | Vereinigtes Königreich | Drops-Le Col (2021)                              |
| Teuntje Beekhuis          | 18. August 1995    | Niederlande            | Team Jumbo-Visma (2023)                          |
| Marte Berg Edseth         | 6. Oktober 1998    | Norwegen               | Ringerike Sykkelklubb (2022)                     |
| Simone Boilard            | 21. Juli 2000      | Kanada                 | St Michel-Mavic-Auber 93 (2023)                  |
| Maria Giulia Confalonieri | 30. März 1993      | Italien                | Ceratizit-WNT Pro Cycling (2022)                 |
| Ingvild Gåskjenn          | 1. Juli 1998       | Norwegen               | Liv AlUla Jayco (2024)                           |
| Mia Kronheim Gjertsen     | 11. April 2006     | Norwegen               | Team Rytger Carl Ras (2024)                      |
| Alberte Greve             | 16. September 2005 | Dänemark               | Lotto Dstny Ladies (2024)                        |
| Rebecca Koerner           | 22. September 2000 | Dänemark               | ABC Dame Elite (2021)                            |
| Anouska Koster            | 20. August 1993    | Niederlande            | Team Jumbo-Visma (2022)                          |
| Linda Zanetti             | 10. März 2002      | Schweiz                | Human Powered Health (2024)                      |
| Mie Bjørndal Ottestad     | 17. Juli 1997      | Norwegen               | Andy Schleck-CP NVST-Immo Losch (2021)           |
| Anne Dorthe Ysland        | 9. April 2002      | Norwegen               | Coop-Hitec Products (2021)                       |
|                           |                    |                        |                                                  |
| Quelle: ProCyclingStats   |                    |                        |                                                  |

## Siege
| Siege | Siege  | Siege | Siege  | Siege  | Siege |
| Datum | Rennen | Staat | Klasse | Sieger |       |
| ----- | ------ | ----- | ------ | ------ | ----- |

## UCI-Weltranglisten-Platzierungen
| UCI-Ranking | UCI-Ranking | UCI-Ranking | UCI-Ranking |
| Fahrer      | Fahrer      | Land        | Punkte      |
| ----------- | ----------- | ----------- | ----------- |